# Ludovico Mazzolino

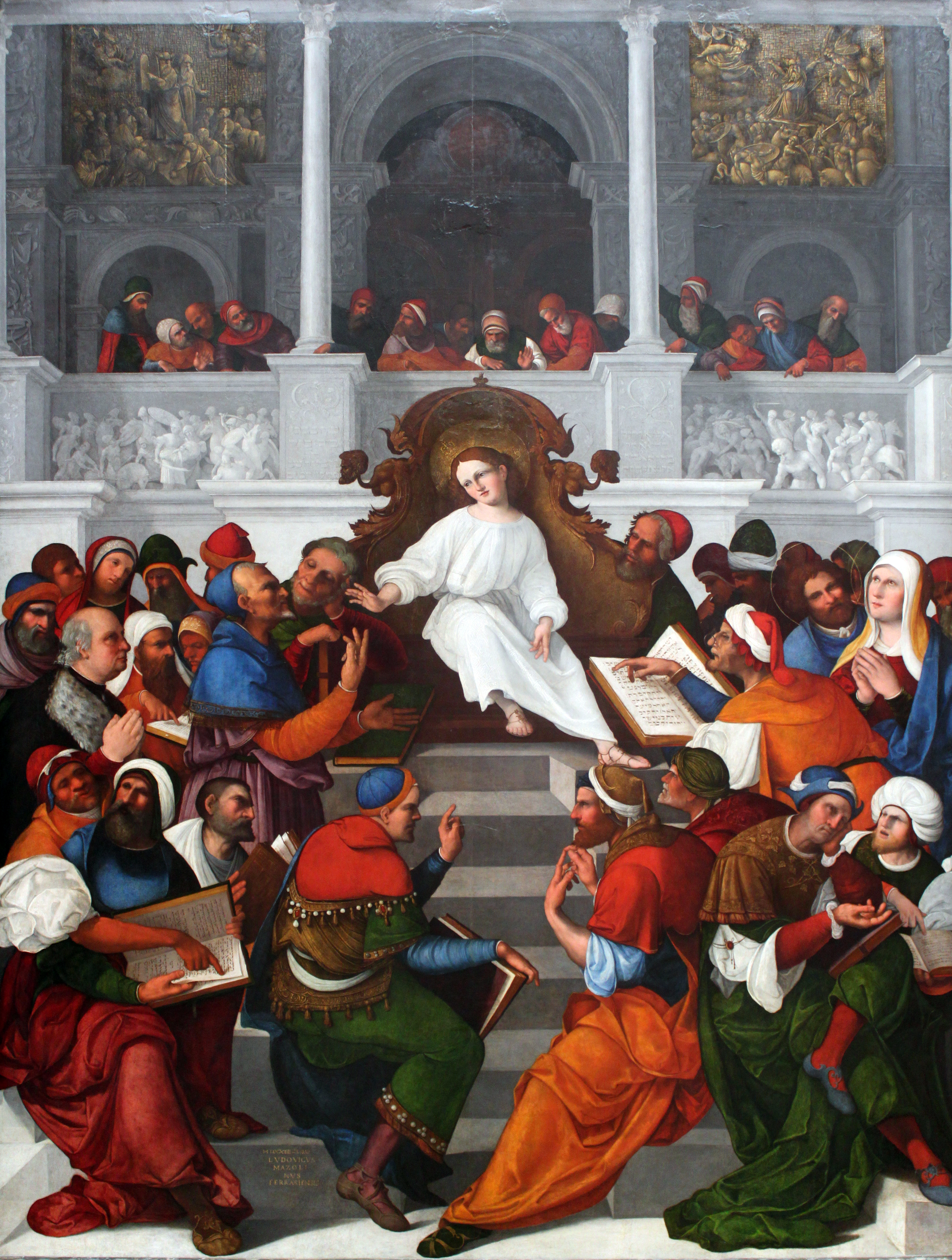
Kritus undervisar i templet.

Ludovico Mazzolino eller Mazzolini, född omkring 1478 i Ferrara, död där i slutet av 1528, var en italiensk målare av Ferraraskolan.
Mazzolino var lärjunge till Lorenzo Costa samt arbetade i Ferrara och Bologna. "Med en viss realistisk uppfattning förenade han glödande kolorit och målade mest smärre kabinettsbilder af mycket värde, friska i färg, ehuru något öfverlastade", skriver Carl Rupert Nyblom i Nordisk familjebok. I Ateneo i Ferrara finns av honom en större bild, Kristusbarnets tillbedjan, i Berlin tre bilder, av vilka en, Kristus undervisar i templet, anses vara ett särdeles gott arbete. 